# جاسوسان (فیلم)
جاسوسان (به آلمانی:Spione)که با عنوان Spies در ایالات متحده آمریکا نمایش داده شد. تریلری جاسوسی به کارگردانی و نویسندگی فریتز لانگ بود که در سال ۱۹۲۸ میلادی به نمایش درآمد. این فیلم به صورت صامت ساخته شده بود. همسر لانگ، تئا فون هاربو (Thea von Harbou) وی را در نوشتن فیلمنامه یاری کرد.
لانگ پس از آن تنها یک فیلم صامت دیگر ساخت. جاسوس اولین فیلمی بود که در شرکت فیلمسازی خود فریتز لانگ ساخته می‌شد.